# گاپشیما
گاپشیما (به لاتین: Gapshima) یک منطقهٔ مسکونی در روسیه است که در شهرستان آگولسکی واقع شده‌است.